# Tiền Thục (Thập quốc)
Tiền Thục (chữ Hán: 前蜀, bính âm: Qiánshǔ) là một trong 10 quốc gia được gọi là Thập quốc trong thời kỳ Ngũ đại Thập quốc trong lịch sử Trung Quốc, giữa thời nhà Đường và nhà Tống.

## Thành lập
Năm 891, Vương Kiến được nhà Đường phong Tiết độ sứ Tây Xuyên. Khi nhà Đường suy yếu, ông mở rộng phạm vi quản lý của mình sang phía đông. Ông xưng đế khi nhà Đường sụp đổ năm 907, không thần phục nhà Hậu Lương, triều đại thay thế nhà Đường.

## Lãnh thổ
Với kinh đô là Thành Đô, Tiền Thục có lãnh thổ bao gồm gần như toàn bộ tỉnh Tứ Xuyên, một phần phía nam tỉnh Cam Túc và Thiểm Tây, phía tây tỉnh Hồ Bắc và toàn bộ Trùng Khánh của Trung Quốc ngày nay.
Nước Tiền Thục phía bắc giáp với nhà Hậu Lương, thay thế nhà Đường, phía nam giáp với các nước Sở, Nam Bình, nước Nam Chiếu (sau này là nước Đại Lý) và Amdo Tây Tạng.

## Sụp đổ
Vương Kiến qua đời năm 918, lên thay ông là một vị vua không có năng lực. Nhà Hậu Đường tiêu diệt nhà Hậu Lương năm 923.
Không lâu sau đó, Đường Trang Tông, Hoàng đế của triều đại thống trị Trung Nguyên thuộc Bộ tộc Sa Đà này sai tướng Quách Sùng Thao mang quân thôn tính Tiền Thục.
Nước Tiền Thục tồn tại từ năm 907 đến 925, tất cả 19 năm.

## Các vua
| Miếu hiệu 廟號) | Thuỵ hiệu 諡號)                              | Tên riêng         | Thời gian cai trị | Niên hiệu 年號) |
| --------------- | -------------------------------------------- | ----------------- | ----------------- | --- |
| Cao Tổ 高祖     | Thần Vũ Thánh Văn Hiếu Đức Minh Huệ hoàng đế | Vương Kiến (王建) | 907-918           | Thiên Phúc (天復 - Niên hiệu cũ của nhà Đường) 907 Vũ Thành 武成 908-910 Vĩnh Bình 永平 911-915 Thông Chính 通正 916 Thiên Hán 天漢 917 Quang Thiên 光天 918 |
| Hậu Chủ (後主)  | Không có                                     | Vương Diễn (王衍) | 918-925           | Càn Đức 乾德 918-925 Hàm Khang 咸康 925 |